# انضباط الطفل

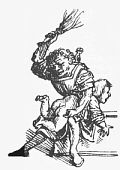

انضباط الطفل  (بالإنجليزية: Child discipline)‏ تأديب الطفل، هو الأساليب المستخدمة لمنع المشاكل السلوكية في المستقبل عند الأطفال. يتم تعريف كلمة الانضباط على أنها نقل المعرفة والمهارة، وبعبارة أخرى، للتعليم. بمعناها العام
يشير الانضباط إلى التعليمات المنهجية المعطاة للتلميذ. يعني التأديب إرشاد شخص ما لاتباع مدونة سلوك معينة.
يستخدم الآباء الانضباط لتعليم أطفالهم التوقعات، والإرشادات، والمبادئ. يجب إعطاء الأطفال تأديبًا منتظمًا لتعليمهم الصواب من الخطأ، والحفاظ عليهم بأمان. يمكن أن يتضمن تأديب الطفل مكافآت، وعقوبات لتعليم ضبط النفس، وزيادة السلوكيات المرغوبة، وتقليل السلوكيات غير المرغوب فيها.
في حين أن الغرض من تأديب الطفل هو تطوير وترسيخ العادات الاجتماعية المرغوبة لدى الأطفال، فإن الهدف النهائي هو تعزيز الحكم السليم والأخلاق حتى ينمو الطفل ويحافظ على الانضباط الذاتي طوال بقية حياته.
لأن القيم والمعتقدات والتعليم والعادات والثقافات تختلف على نطاق واسع، جنبا إلى جنب مع عمر الطفل ومزاجه، فإن أساليب تأديب الطفل تختلف على نطاق واسع. انضباط الطفل هو موضوع مستمد من مجموعة واسعة من المجالات المهتمة، مثل الأبوة والأمومة، والممارسة المهنية لتحليل السلوك، وعلم النفس التنموي، والعمل الاجتماعي، ووجهات نظر دينية مختلفة. في السنوات الأخيرة، قدمت التطورات في فهم الأبوة التعلقية خلفية جديدة للفهم النظري والفهم السريري والعملي المتقدم لفعالية ونتائج طرق الأبوة. 
في المجتمع الغربي، كان هناك جدل في السنوات الأخيرة حول استخدام العقاب البدني للأطفال بشكل عام، وزيادة الاهتمام بمفهوم «الأبوة الإيجابية» حيث يتم تشجيع السلوك الجيد ومكافأته. الاتساق والحزم والاحترام كلها مكونات مهمة للانضباط الإيجابي. الهدف من التأديب الإيجابي هو تعليم الأطفال وتدريبهم وإرشادهم حتى يتعلموا، ويمارسوا ضبط النفس، ويطوروا القدرة على إدارة عواطفهم، واتخاذ قرارات حكيمة فيما يتعلق بسلوكهم الشخصي. 
توجد الاختلافات الثقافية بين العديد من أشكال تأديب الأطفال. الفضح هو شكل من أشكال الانضباط وتعديل السلوك. الأطفال الذين نشأوا في ثقافات مختلفة يختبرون الانضباط والعار بطرق مختلفة. يعتمد هذا بشكل عام على ما إذا كان المجتمع يقدر الفردية أو الجماعية.